# Alluaudia
Alluaudia ist eine Pflanzengattung in der Familie der Didiereaceae innerhalb der Ordnung der Nelkenartigen (Caryophyllales). Die etwa sechs Arten kommen nur in Madagaskar vor.

## Beschreibung

### Vegetative Merkmale
Alluaudia-Arten wachsen mit wenigen aufstrebenden Ästen, buschig oder baumförmig mit einem Stamm von bis zu 50 Zentimeter Durchmesser und sind 10 bis 15 Meter hoch. Die nadeligen Dornen stehen einzeln auf den Ästen. Unterhalb der Dornen, spiralig angeordnet, erscheint an Neutrieben ein einzelnes, verkehrt-eiförmiges oder halbrundliches Blatt. In einem späteren Stadium wachsen jedes Jahr neu an Kurztrieben zwei gegenständige Blätter, die mit ihrer Schmalseite nach oben ausgerichtet sind. Die Art Alluaudia dumosa weicht von diesem Wuchs ab, indem die reduzierten Dornen und Blätter vergänglich sind.

### Generative Merkmale
Die Zymösen oder doldigen Blütenstände sind groß oder klein. Die weißen, blassgrünlichen, gelblichen oder rötlichen Blüten sind mit bis zu 1 Zentimeter Durchmesser radiärsymmetrisch. Die acht bis zehn Staubblätter sind zurückgebogen. Die drei bis vier großen Narbenlappen sind spreizend ausgebildet.
Die Früchte sind 2 bis 6 Millimeter groß und enthalten Samen mit Arillus.

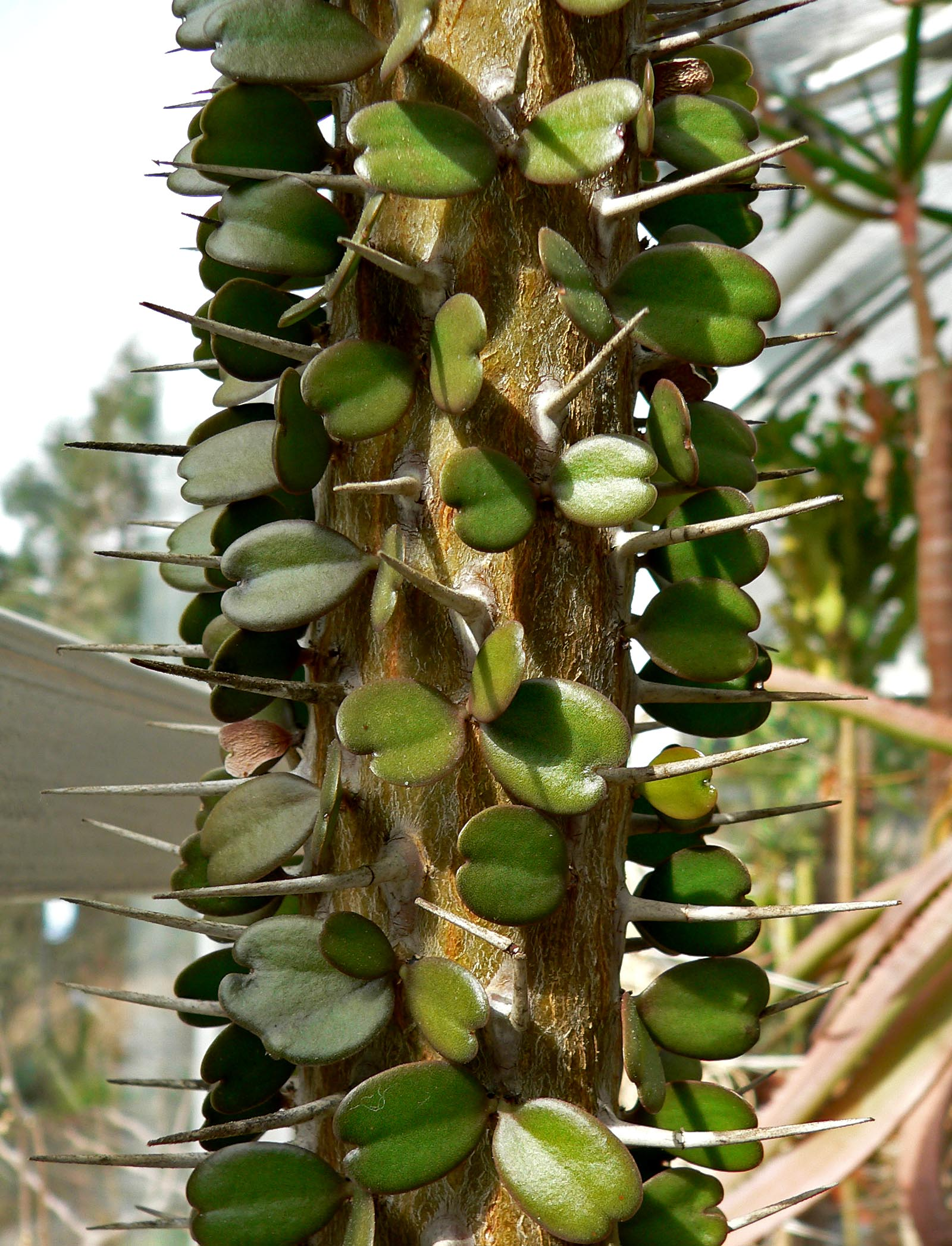
Sektion Alluaudia: Alluaudia ascendens

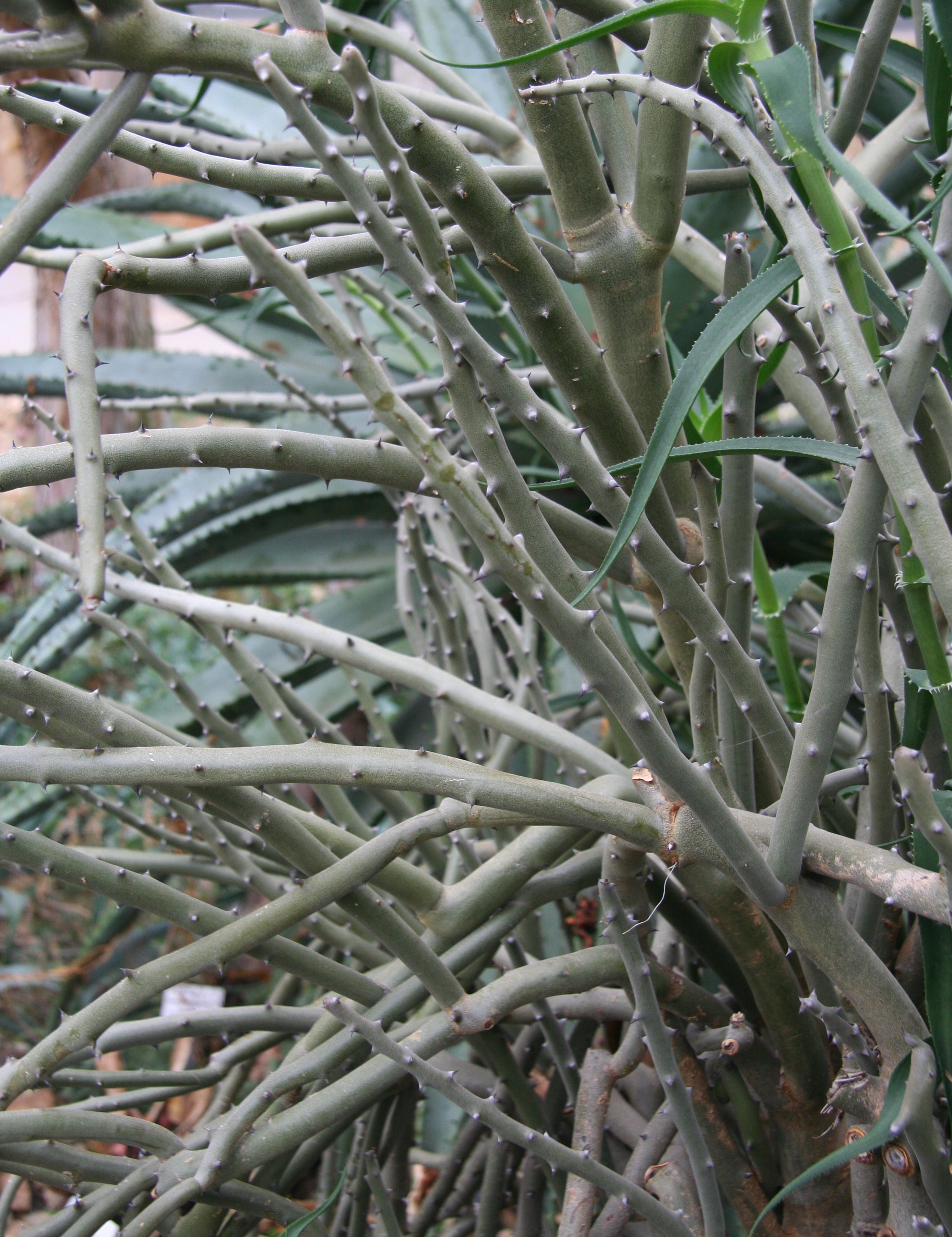
Sektion Androyella: Alluaudia dumosa

## Systematik und Verbreitung
Die Erstveröffentlichung erfolgte 1901 im Rang einer Untergattung Didierea subg. Alluaudia Drake in Emmanuel Drake del Castillo in Comptes rendus hebdomadaires des séances de l'Académie des sciences, 133, S. 240. Den Rang einer Gattung Alluaudia hat sie 1903 auch durch Emmanuel Drake del Castillo in Bull. Mus. Hist. Nat. (Paris), Volume 9, S. 37 erhalten. Der botanische Gattungsname Alluaudia ehrt nicht den französischen Politiker und Gelehrten François Alluaud (1778–1866), sondern den Zoologen und Naturforscher Charles Alluaud (1861–1949). Die Typusart ist Didierea procera Drake.
Die Arten der Gattung Alluaudia kommen nur vom südlichen bis südwestlichen Madagaskar vor.
Die Gattung Alluaudia wird in zwei Sektionen aufgeteilt:
- Sektion Alluaudia: belaubt, mit aufrechten, dicken und wenig verzweigten Trieben; Chromosomenzahl 2n = 240:
  - Alluaudia ascendens (Drake) Drake: Dieser Endemit kommt nur in Anosy in der Provinz Toliara vor.[3]
  - Alluaudia montagnacii Rauh: Dieser gefährdete Endemit ist nur von etwa zwei Fundorten in Atsimo-Andrefana in der Provinz Toliara bekannt.[3]
  - Alluaudia procera (Drake) Drake (Syn.: Didierea procera Drake): Sie kommt in Androy, Anosy, Atsimo-Andrefana sowie Menabe in der Provinz Toliara vor.[3]

- Sektion Androyella Z.A.Rabesa: schuppige Blätter oder belaubte Pflanze mit überhängenden, dünnen stark verzweigten Trieben; Chromosomenzahl 2n = 48 oder 2n = 192:
  - Alluaudia comosa (Drake) Drake: Dieser Endemit kommt nur in Androy, Anosy, Atsimo-Andrefana in der Provinz Toliara vor.[3]
  - Alluaudia dumosa (Drake) Drake: Sie kommt nur in Androy, Anosy sowie Atsimo-Andrefana in der Provinz Toliara und in Ihorombe in der Provinz Fianarantsoa vor.[3]
  - Alluaudia humbertii Choux: Sie kommt nur in Androy, Anosy sowie Atsimo-Andrefana in der Provinz Toliara und in Ihorombe in der Provinz Fianarantsoa vor.[3]